# Julia Rebekka Adler
Pour les articles homonymes, voir Adler.
Julia Rebekka Adler (née Julia Rebekka Mai, en 1978 à Heidelberg, Allemagne), est une altiste allemande.

## Biographie
Julia Adler étudie l'alto avec Kim Kashkashian et Johannes Lüthy au conservatoire de Fribourg-en-Brisgau, avant d'effectuer des études avec Hartmut Rohde (en) à l'Université des arts de Berlin.
En 2002, elle obtient le premier prix au concours Felix-Mendelssohn Bartholdy de Berlin et en 2004, elle est l'altiste allemande la mieux placée au concours international de musique de l'ARD (demi-finaliste). Elle est membre de l'ensemble Berliner Solistenoktett (avec Mirijam Contzen et Jens Peter Maintz). À partir de 2004, elle est deuxième altiste solo de l'Orchestre philharmonique de Munich. Elle joue aussi de la viole d'amour.
Depuis 2016, Adler est professeure de viole à l'Université des arts de Berlin.

## Discographie
Julia Rebekka Adler a enregistré pour les labels Neos et Gramola.
- Mieczysław Weinberg, Quatuor à cordes no 6, op. 35 et Sonate pour clarinette, op. 28 – Julia Rebekka Adler, alto ; Jascha Nemtsov, piano ; Quatuor Danel (2007, Berliner wissenschafts-verlag) (OCLC 657649750)
- Souvenir de l'âge moderne oublié : œuvres pour alto et violoncelle de Otto Siegl (de), Rebecca Clarke, Paul Hindemith, Günter Raphael, Witold Lutosławski, Darius Milhaud et Zikmund Schul – Julia Rebekka Adler, alto ; Thomas Ruge, violoncelle (22-23 mars 2008, Neos) (OCLC 1184381169)
- Mieczysław Weinberg, Sonates pour alto seul, op. 123, 135, 136 et Sonate op. 28* ; et Fiodor Droujinine, Sonate [1959] – Julia Rebekka Adler, alto ; Jascha Nemtsov*, piano (30 octobre–1er novembre 2008 / 12-14 mai 2009, Neos 11008/09) (OCLC 503098340)
- Viola in Exile : Œuvres de Hans Gál, Eric Zeisl et Karl Weigl – Julia Rebekka Adler, alto ; Axel Gremmelspacher, piano (7-9 juin 2014, Gramola) (OCLC 893213058)